# Gouverneurspolder
De Gouverneurspolder is een polder ten noordwesten van Sluis, behorend tot de Sluisse- en Zwinpolders.
De polder, gelegen ten noorden van de Robbemoreelpolder, werd in 1716 bedijkt. De polder is 47 ha groot en vermoedelijk genoemd naar de Gouverneur van Sluis.
De polder wordt begrensd door de Wallen van Sluis en de Weg om den Paspolder.